# Rhagidia gerlachei
Rhagidia gerlachei Trouessart, 1903 è un acaro prostigmata della famiglia Rhagididiiae. Descritto originariamente come Nörneria gigas subsp. gerlachei, fu poi promosso al rango di specie e assegnato al genere Rhagidia, Thorell, 1872. Terricolo, zoofago predatore, a vita autonoma è endemico nella regione biogeografica antartica marittima.
I primi esemplari furono raccolti dal naturalista rumeno Emil Racoviță, nel corso dell'Expédition antarctique belge del 1897-99 in Antartide e nelle Isole Shetland Meridionali, in quella che fu la prima spedizione belga in Antartide e la prima invernale in assoluto.

## Etimologia
L'epiteto specifico gerlachei, nella denominazione binomiale della nuova specie, è l'originario terzo epiteto che completava la denominazione trinomiale della sottospecie caratterizzata dall'acarologo francese Édouard Louis Trouessart nel 1903. Volle essere un omaggio all'ufficiale della marina militare belga, Adrien de Gherlache de Gomery che, al comando della nave Belgica, aveva guidato la spedizione scientifica in Antartide, nel corso della quale fu scoperto l'acaro.

## Descrizione
La descrizione dell'esemplare tipo, fattane da Trouessart, fu alquanto carente, anche perché fondata soltanto sui pochi esemplari raccolti in Antartide che, a quanto pare, erano tutte ninfe del secondo stadio. Morfologicamente somiglianti a Nörneria gigas subsp. canestrinii, se ne differenziavano anzitutto per le dimensioni minori del corpo, lungo 1,2 mm, e per le zampe del primo paio più corte. Inoltre le setole erano allungate, piumose all'estremità, tanto da apparire smussate e non appuntite.
Successivamente, nel 1907, l'acarologo svedese Ivar Oscar Herman Trägårdh, incaricato a Uppsala dell'elaborazione del materiale zoologico raccolto nel corso della Swedish Antarctic Expedition del 1901-1904, ebbe modo di riesaminare anche l'esemplare tipo del nuovo acaro che, allo scopo, gli era stato inviato da Trouessart.
Trägårdh integrò con diversi particolari morfologici la descrizione di Trouessart. Specificatamente aggiunse che le chele erano più diritte e più robuste e il bordo dorsale della mascella inferiore era privo di denti. Inoltre, all'estremità delle zampe, i pulvilli del pretarso erano più lunghi, estendendosi per un terzo della lunghezza, oltre l'unghia.
Per quasi sessant'anni queste sono state le uniche descrizioni della nuova specie, fino al 1963 quando una collezione di acari a vita autonoma, raccolti in Antartide e conservati nel Bishop Museum di Honolulu, è stata oggetto di uno studio anatomo-morfologico e sistematico da parte dell'acarologo australiano Herbert Womersley. Nello  studio sono state caratterizzate numerose nuove specie, mentre altre note sono state dettagliatamente ridescrittte e figurate. Tra queste, appunto, R. gerlachei, non più considerata come una sottospecie o una varietà.
Gli esemplari di R. gerlachei descritti da Womersley avevano un corpo lungo mediamente 1,4 mm, 2,5 volte la larghezza, zampe sottili e corte, articolate su placche chitinose cutanee (epimeri) grandi, distinte in due gruppi separati e unghie tarsali semplici.
Sul lato ventrale, i genitali erano collocati in posizione mediana, con due lembi (flaps) reniformi, portanti 6-7 setole piumose, che coprivano due paia di dischi o ventose genitali.
Nell'area dorsale, il propodosoma aveva tre paia di setole, i sensilli (setole botridiali) erano sottili, leggermente ciliati e oltrepassavano le setole propodosomiali posterolaterali; l'isterosoma aveva nove paia di setole.
Lo gnatosoma (rostro o capitulum), aveva lati fortemente convessi, che terminavano in estensioni filiformi trasparenti, e quattro setole apicali lisce e quattro setole basali piumose. Le chele erano lunghe quasi la metà della lunghezza dei cheliceri e avevano il digitus fixus (II articolo) con due setole dorsali ineguali e il digitus mobilis (III articolo) con margine interno finemente e strettamente seghettato. I pedipalpi avevano setole leggermente piumose.
Articolate al podosoma, le zampe erano sottili, con setole lunghe e piumose; l'empodio era in forma di sottile cuscinetto pubescente, a volte più lungo delle unghie tarsali; il trocantere I aveva una sola setola, mentre ne avevano due tutti gli altri; femori, patelle (genu) e tibie avevano 9-11 setole, 16-18 i tarsi; in tutti gli arti erano presenti delle setole chemiosensoriali cave, otticamente inattive (solenidi) di dimensioni molto piccole. Altri solenidi, reclinati in depressioni poco profonde (rhagidial organs), erano presenti sui segmenti distali delle zampe I-III.
Dopo questa dettagliata descrizione degli adulti di R. gerlachei, nel 1987, sono stati descritti e figurati anche gli esemplari immaturi, nei diversi stadi di sviluppo post-embrionale, con la chetotassi delle zampe. Marion Edwards & Michael B. Usher, acariologi del dipartimento di biologia dell'Università di York, hanno caratterizzato gli stadi pre-immaginali (larva, protoninfa, deutoninfa e tritoninfa) di R. gerlachei, in comparazione con quelli dell'unico altro Rhagidide antartico, il Tuberostoma leechi (Strandtmann) Zacharda, 1980.

## Distribuzione e habitat
R. gerlachei è diffuso nella regione biogeografica antartica marittima, specificatamente nell'arcipelago delle Shetland Meridionali  (isole Ardley, Livingston e Deception), nella Penisola Antartica (Baia di Charlotte, Birdsend Bluff, Tuxen Cape, Takaki Promontory, Orford Cliff, Square Bay e Red Rock Ridge) e nell'Arcipelago di Palmer, lungo la costa nord-occidentale della Penisola Antartica (isole Astrolabe, Omega, Cuverville, Galindez, Green, Jenny e Refuge). È stato rinvenuto anche nella Georgia del Sud, dove fu raccolto nel 1961 e nel 1963-64 durante le spedizioni scientifiche del British Antarctic Survey e del Bishop Museum e, molto probabilmente, sarebbe presente anche nelle Isole Orcadi Meridionali.
Inoltre, nell'estate australe 1994-95, l'acaro è stato ritrovato su alcune isole settentrionali della Marguerite Bay (Anchorage, Lagoon, Lèonie e isola Adelaide) e sull'isola Alessandro I (Two Step Cliffs, Fossil Bluff e Ablation Valley). Quest'ultimo  ritrovamento è stato particolarmente significativo in quanto è stata la prima testimonianza della presenza di un microartropode predatore in una comunità terrestre su quella che è la più grande delle isole antartiche.
Successivamente, uno studio commissionata dalla German Federal Environment Agency, sulla fauna edafica della Penisola Antartica settentrionale e delle isole lungo la sua costa nord-occidentale, ha riportato l'elenco, aggiornato al 2014, dei siti di ritrovamento di R. gerlachei, che ne ha esteso ulteriormente l'areale.
L'acaro risulta presente nell'isola di Signy e nell'isola dell'Elefante, nelle isole Penguin, Re Giorgio e Greenwich delle Shetland Meridionali; a Cape Roquemaurel  e a Punta Cierva, nella  Penisola Antartica; nelle isole Tower, Brabant, Leopard, Melchior e Anvers dell'arcipelago di Palmer, in alcune isole della Baia di Charlotte (Boxing, Cuverville) e in altre nel canale Errera (Brewster), presso la base scientifica cilena Gonzales Videla nella Paradise Bay, e nelle isole Darboux, Avian, Line e Neny.
R. gerlachei è un acaro zoofago, predatore soprattutto di Collemboli. Popola un'ampia gamma di microhabitat, dai suoli rocciosi ai tappeti erbosi a Prasiola, ai muschi. Si ritrova principalmente e più abbondantemente sotto i blocchi o i frammenti di roccia, più o meno grossi, totalmente o parzialmente affondati nel terreno dove, per la maggiore e più persistente umidità, trova condizioni di vita più favorevoli.

## Tassonomia
Trouessart, che descrisse per primo il nuovo acaro, lo trovò molto simile a Nörneria gigas subsp. canestrinii e non ritenne pertanto di farne una specie nuova ipotizzando che si trattasse, analogamente, solo di una sottospecie o di una varietà locale di Nörneria gigas (Koch), sinonimo senior di Rhagidia gigas (Canestrini, 1886).
Nel 1908, Trägårdh, invece, avendo rilevato ulteriori caratteri differenziali specifici nel nuovo acaro, al quale si riferiva inizialmente denominandolo Rhagidia gigas subsp. gerlachei, avendo Rhagidia priorità su Nörneria, ritenne che  si potesse legittimamente istituire una specie nuova, denominata R. gerlachei.
Successivamente, nel 1941, in una lunga monografia sugli acari, il norvegese Sig Thor e il tedesco Carl Willmann, pur confermando la presenza di caratteri anatomo-morfologici specifici che differenziavano il nuovo acaro da R. gigas, non li considerarono però sufficienti a giustificare la fondazione di una nuova specie. L'acaro antartico tornò a essere considerato una varietà di R. gigas con il nome di R. gigas var. gerlachei.
Infine, nel 1963, e da allora definitivamente, l'acaro di Trouessart è stato riammesso tra le specie nuove da Herbert Womersley, nella sua lunga monografia sugli acari antartici della collezione del museo Bishop.